# 켕지에진코질레

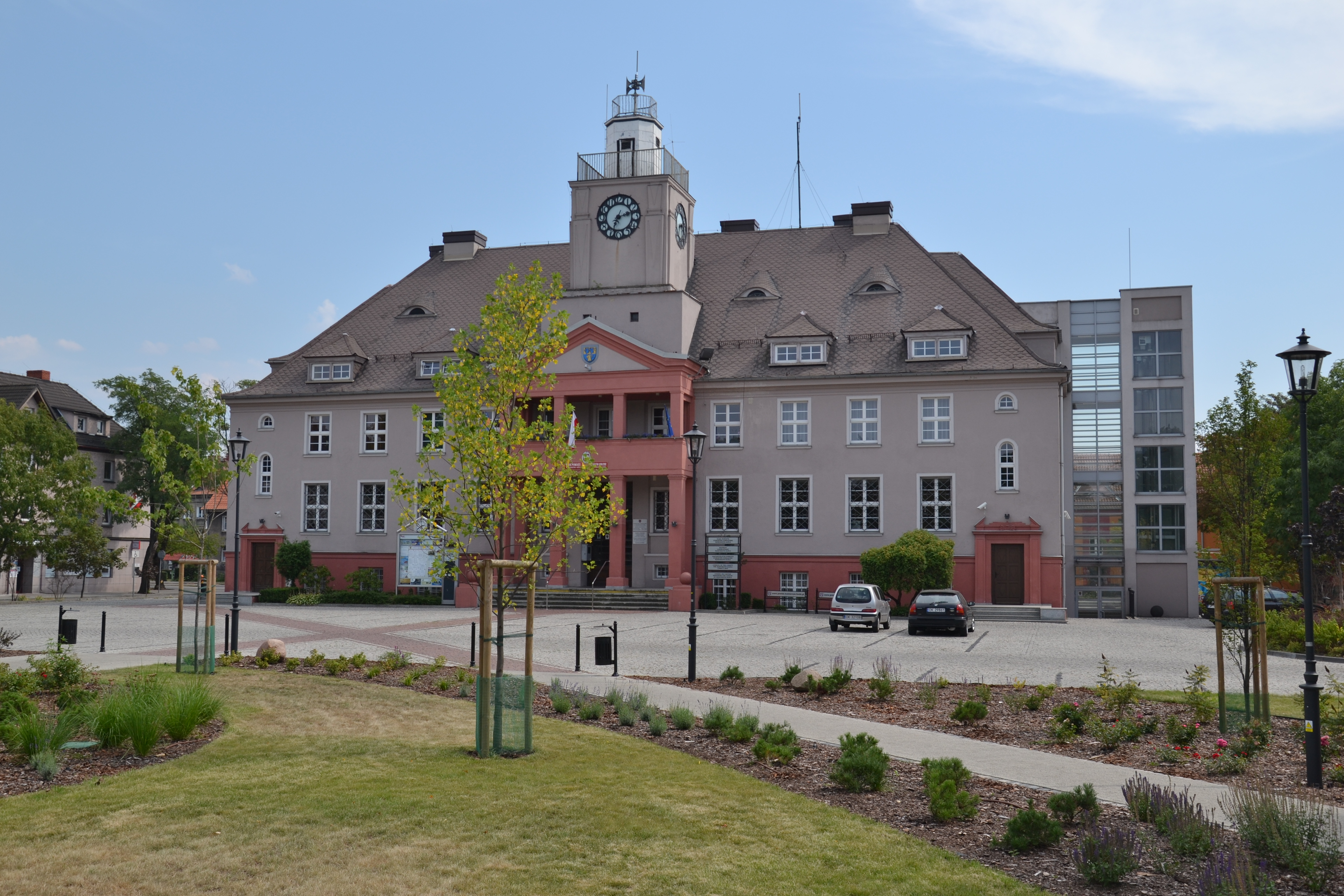
켕지에진코질레 시청

켕지에진코질레(폴란드어: Kędzierzyn-Koźle)는 폴란드 남서부 오폴레주에 위치한 도시로 면적은 123.42km2, 높이는 180m, 인구는 58,749명(2012년 기준), 인구 밀도는 480명/km2이다.
오데르강(Oder)과 크워드니차강(Kłodnica)이 합류하는 지점에 위치한다. 19세기부터 산업화가 진행되었고 1975년 켕지에진(Kędzierzyn)과 코질레(Koźle)가 단일 도시로 통합되었다.

시기
시 문장